# Borkheide
Borkheide är en kommun och ort i Tyskland, belägen i Landkreis Potsdam-Mittelmark i förbundslandet Brandenburg, mellan städerna Beelitz och Bad Belzig. Kommunen administreras som en del av kommunalförbundet Amt Brück, vars säte ligger i den närbelägna staden Brück.